# Jack Doohan
Jack Doohan (Gold Coast, 20 januari 2003) is een Australisch autocoureur. Hij is de zoon van motorcoureur Mick Doohan, vijfvoudig winnaar van het wereldkampioenschap wegrace in de 500 cc-klasse. Tussen 2018 en 2021 maakte hij deel uit van het Red Bull Junior Team, het opleidingsprogramma van het Formule 1-team Red Bull Racing. Vanaf 2022 zit hij in de Alpine Academy, het opleidingsprogramma van het Alpine F1 Team, en reed in 2025 zes races fulltime voor het team in de Formule 1, waarna hij werd gewisseld.

## Carrière

### Karting
Doohan begon zijn autosportcarrière in het karting in 2013, waar hij tot 2017 in uitkwam. In 2015 werd hij Australisch kampioen in de KA Junior-klasse en in 2016 won hij het nationale kampioenschap in de KA2-klasse. In 2017 maakte hij de overstap naar Europa, waar hij in het continentale kampioenschap derde werd in de OK Junior-klasse.

### Formule 4
In 2018 stapte Doohan over naar het formuleracing, waar hij zijn Formule 4-debuut maakte in het Britse Formule 4-kampioenschap bij het TRS Arden Junior Racing Team. Tevens werd hij dat jaar opgenomen in het Red Bull Junior Team, het opleidingsprogramma van het Formule 1-team Red Bull Racing. Hij won drie races in het kampioenschap op het Thruxton Circuit, het Snetterton Motor Racing Circuit en Silverstone en werd met 328 punten vijfde in het kampioenschap. Daarnaast won hij ook twaalf races in het rookiekampioenschap, waardoor hij deze winnend afsloot. Tevens reed hij voor Prema Theodore Racing een aantal races in zowel het ADAC- als het Italiaanse Formule 4-kampioenschap. In het ADAC-kampioenschap was een vierde plaats op de Hockenheimring zijn beste klassering, terwijl in Italië een zesde plaats op het Autodromo Nazionale Monza zijn hoogste resultaat was.

### Formule 3
In 2019 begon Doohan het seizoen in het laatste raceweekend van de MRF Challenge op het Madras Motor Racing Track, waarin hij twee podiumplaatsen behaalde. Aansluitend maakte hij zijn Formule 3-debuut met een dubbel programma in het Aziatische Formule 3-kampioenschap en de Euroformula Open voor respectievelijk de teams Hitech Grand Prix en Double R. In het Aziatische kampioenschap won hij vijf races op het Sepang International Circuit, het Chang International Circuit, het Suzuka International Racing Course (tweemaal) en het Shanghai International Circuit. Met 276 punten werd hij achter Ukyo Sasahara tweede in de eindstand. In de Euroformula Open had hij het lastiger en behaalde hij slechts twee podiumfinishes op de Hockenheimring en de Red Bull Ring. Met 79 punten werd hij hier elfde in het klassement.
In de winter van 2019-2020 kwam Doohan opnieuw uit in de Aziatische Formule 3, maar ditmaal voor het team Pinnacle Motorsport. Hij won zes races en stond in drie andere races op het podium, maar kende ook een aantal uitvalbeurten, waardoor hij achter Joey Alders tweede werd in het klassement met 229 punten. Aansluitend stapte hij over naar het FIA Formule 3-kampioenschap, waarin hij uitkwam voor het team HWA Racelab. Hij kende een lastig debuutseizoen waarin hij geen punten wist te scoren. Met een elfde plaats in de seizoensfinale op het Circuit Mugello als beste klassering werd hij 26e in de eindstand.
In 2021 bleef Doohan actief in de FIA Formule 3, maar stapte hij over naar het team Trident. Zijn resultaten verbeterden flink en hij behaalde vier overwinningen op het Circuit Paul Ricard, het Circuit Spa-Francorchamps (tweemaal) en het Sochi Autodrom. In de rest van het seizoen behaalde hij nog drie andere podiumplaatsen. Met 179 punten werd hij achter Dennis Hauger tweede in de eindstand.

### Formule 2
Aan het eind van 2021 debuteerde Doohan in de Formule 2 bij het team MP Motorsport tijdens de laatste twee raceweekenden op het Jeddah Corniche Circuit en het Yas Marina Circuit als vervanger van Richard Verschoor. In beide raceweekenden eindigde hij in een race in de punten, met een vijfde plaats op Jeddah als beste resultaat.
In 2022 maakte Doohan zijn debuut als fulltime coureur in de Formule 2 bij het team UNI-Virtuosi Racing. Tevens verliet hij het Red Bull Junior Team en stapte hij over naar de Alpine Academy, het opleidingsprogramma van het Alpine F1 Team. Hij behaalde pole positions op het Bahrain International Circuit en het Circuit de Barcelona-Catalunya; op het laatste circuit behaalde hij ook zijn eerste podiumfinish. Op Silverstone won hij zijn eerste race, en op de Hungaroring en op Spa voegde hij hier twee zeges aan toe. In de overige races stond hij nog tweemaal op het podium. Met 128 punten werd hij zesde in het kampioenschap.
In 2023 bleef Doohan actief in de Formule 2 bij Virtuosi. Afgezien van een podiumfinish in het tweede raceweekend in Jeddah kende hij een moeilijke seizoensstart. Hij behaalde zijn eerstvolgende podiumfinish op Silverstone, voordat hij op de Hungaroring en op Spa twee achtereenvolgende zeges in hoofdraces boekte. In de seizoensafsluiter op Yas Marina voegde hij hier een derde zege aan toe. Met 168 punten werd hij achter Théo Pourchaire en Frederik Vesti derde in het klassement.

### Formule 1
Doohan maakte zijn debuut in de Formule 1 voor Alpine tijdens de eerste vrije training van de Grand Prix van Mexico-Stad op 28 oktober 2022. In 2022 kwam hij ook in actie tijdens de eerste vrije training van Grand Prix van Abu Dhabi. In 2023 mocht Doohan bij dezelfde twee Grands Prix weer deelnemen en in 2024 kwam hij bij de Grand Prix van Groot-Brittannië in actie. Op 23 augustus 2024 werd bekendgemaakt dat Doohan in 2025 voor Alpine zal rijden naast Pierre Gasly.

Doohan zal zijn eerste Formule 1-race in 2024 rijden in Abu Dhabi waar Esteban Ocon per direct voor hem plaats moet maken.

## Formule 1-carrière

### Teams
| Jaar/Jaren   | Team                         |
| ------------ | ---------------------------- |
| 2022 – 2023  | Alpine F1 Team (testcoureur) |
| 2024 – heden | Alpine F1 Team               |

### Statistiek
Onderstaande tabel is bijgewerkt tot en met de Grand Prix van Miami 2025.
|                           | 2024 | 2025 * | Totaal       |
| ------------------------- | ---- | ------ | ------------ |
| Aantal ingeschreven races | 1    | 6 *    | 7 (7 starts) |
| Aantal zeges              | 0    | 0 *    | 0            |
| Aantal pole-positions     | 0    | 0 *    | 0            |
| Aantal snelste rondes     | 0    | 0 *    | 0            |
| Aantal podiumplaatsen     | 0    | 0 *    | 0            |
| Aantal WK-punten          | 0    | 0 *    | 0            |
| Eindstand WK              | 24   | 19 *   |              |

* Seizoen loopt nog.

### Formule 1-resultaten
| Kleur  | Resultaat                       |
| ------ | ------------------------------- |
| Goud   | Winnaar                         |
| Zilver | Tweede plaats                   |
| Brons  | Derde plaats                    |
| Groen  | Gefinisht (punten behaald)      |
| Blauw  | Gefinisht (geen punten behaald) |
| Blauw  | Niet geklasseerd (NC)           |
| Paars  | Uitgevallen (DNF)               |
| Rood   | Niet gekwalificeerd (DNQ)       |

| Kleur   | Resultaat                              |
| ------- | -------------------------------------- |
| Zwart   | Gediskwalificeerd (DSQ)                |
| Wit     | Niet gestart (DNS)                     |
| Blanco  | Gewond (INJ)                           |
| Blanco  | Uitgesloten (EX)                       |
| Blanco  | Teruggetrokken (WD) / Niet deelgenomen |
| 1, 2, 3 | Sprint positie (punten behaald)        |
| P       | Poleposition                           |
| S       | Snelste ronde                          |

| Jaar  | Inschrijving   | Chassis     | Motor               | 1       | 2      | 3      | 4      | 5      | 6       | 7     | 8     | 9      | 10    | 11    | 12     | 13    | 14    | 15    | 16    | 17    | 18    | 19     | 20     | 21    | 22     | 23    | 24     | Pos | Punten |
| ----- | -------------- | ----------- | ------------------- | ------- | ------ | ------ | ------ | ------ | ------- | ----- | ----- | ------ | ----- | ----- | ------ | ----- | ----- | ----- | ----- | ----- | ----- | ------ | ------ | ----- | ------ | ----- | ------ | --- | ------ |
| 2022  | Alpine F1 Team | Alpine A522 | Renault E-Tech RE22 | BHR 0   | SAR 0  | AUS 0  | EMI 0  | MIA 0  | SPA 0   | MON 0 | AZE 0 | CAN 0  | GBR 0 | OOS 0 | FRA 0  | HON 0 | BEL 0 | NED 0 | ITA 0 | SIN 0 | JPN 0 | VST 0  | MXS TC | SAP 0 | ABU TC |       |        | –   | –      |
| 2023  | Alpine         | Alpine A523 | Renault E-Tech RE23 | BHR 0   | SAR 0  | AUS 0  | AZE 0  | MIA 0  | MON 0   | SPA 0 | CAN 0 | OOS 0  | GBR 0 | HON 0 | BEL 0  | NED 0 | ITA 0 | SIN 0 | JPN 0 | QAT 0 | VST 0 | MXS TC | SAP 0  | LSV 0 | ABU TC |       |        | –   | –      |
| 2024  | Alpine         | Alpine A524 | Renault E-Tech RE24 | BHR 0   | SAR 0  | AUS 0  | JPN 0  | CHN 0  | MIA 0   | EMI 0 | MON 0 | CAN TC | SPA 0 | OOS 0 | GBR TC | HON 0 | BEL 0 | NED 0 | ITA 0 | AZE 0 | SIN 0 | VST 0  | MXS 0  | SAP 0 | LSV 0  | QAT 0 | ABU 15 | 24  | 0      |
| 2025* | Alpine         | Alpine A525 | Renault E-Tech RE25 | AUS DNF | CHN 13 | JPN 15 | BHR 14 | SAR 17 | MIA DNF | EMI 0 | MON 0 | SPA 0  | CAN 0 | OOS 0 | GBR 0  | BEL 0 | HON 0 | NED 0 | ITA 0 | AZE 0 | SIN 0 | VST 0  | MXS 0  | SAP 0 | LSV 0  | QAT 0 | ABU 0  | 19* | 0 *    |

- * Seizoen loopt nog.